# Eugène Prosper Leroux
Ne doit pas être confondu avec Eugène Le Roux (peintre).
Pour les articles homonymes, voir Leroux.
Victor Eugène Prosper Leroux (1807-1863) est un lithographe français, lié à ses débuts au mouvement romantique.

## Biographie
Victor Eugène Prosper Leroux est né à Caen le 31 mai 1807, fils d'Anne Elisabeth Lecerf et de Sébastien Leroux. Il arrive à Paris en 1833 et doué pour le dessin, il accomplit des travaux alimentaires en produisant diverses illustrations sur pierre destinées à des planches publicitaires, des cartes-adresse, des partitions musicales (au moins une centaine), des brevets, etc.
En 1843, il fonde avec Célestin Nanteuil, Adolphe Mouilleron (1820-1881), Henri Baron et Louis Français, le périodique Les Artistes contemporains qui perdure jusqu'en 1847, publication reprise par Goupil & Cie, puis collabore à partir de 1848 à une nouvelle série intitulée Artistes anciens et modernes éditée par Bertauts et Boïeldieu, 14 rue Saint-Marc, qui fut son imprimeur attitré.
Leroux expose ses lithographies au Salon de Paris de 1845 à 1861 et fut primé en 1851, 1852 et 1855.
Henri Beraldi reconnaît son « grand talent » : la critique le trouve brillant lithographe, réputé comme coloriste. Son style et son art ont fortement marqué son époque.
Leroux a essentiellement reproduit des tableaux de Karl Bodmer, Decamps, Eugène Delacroix, Théodore Géricault, Charles Jacque, Pierre-Paul Prud'hon, Constant Troyon, etc.
En 1861, Leroux réside quartier des Batignolles, rue des Carrières. Il meurt à l'hospice Dubois dans le 10e arrondissement de Paris le 28 août 1863.
Il eut entre autres comme élève Charles-Désiré Hue.

## Galerie

Choix de lithographies
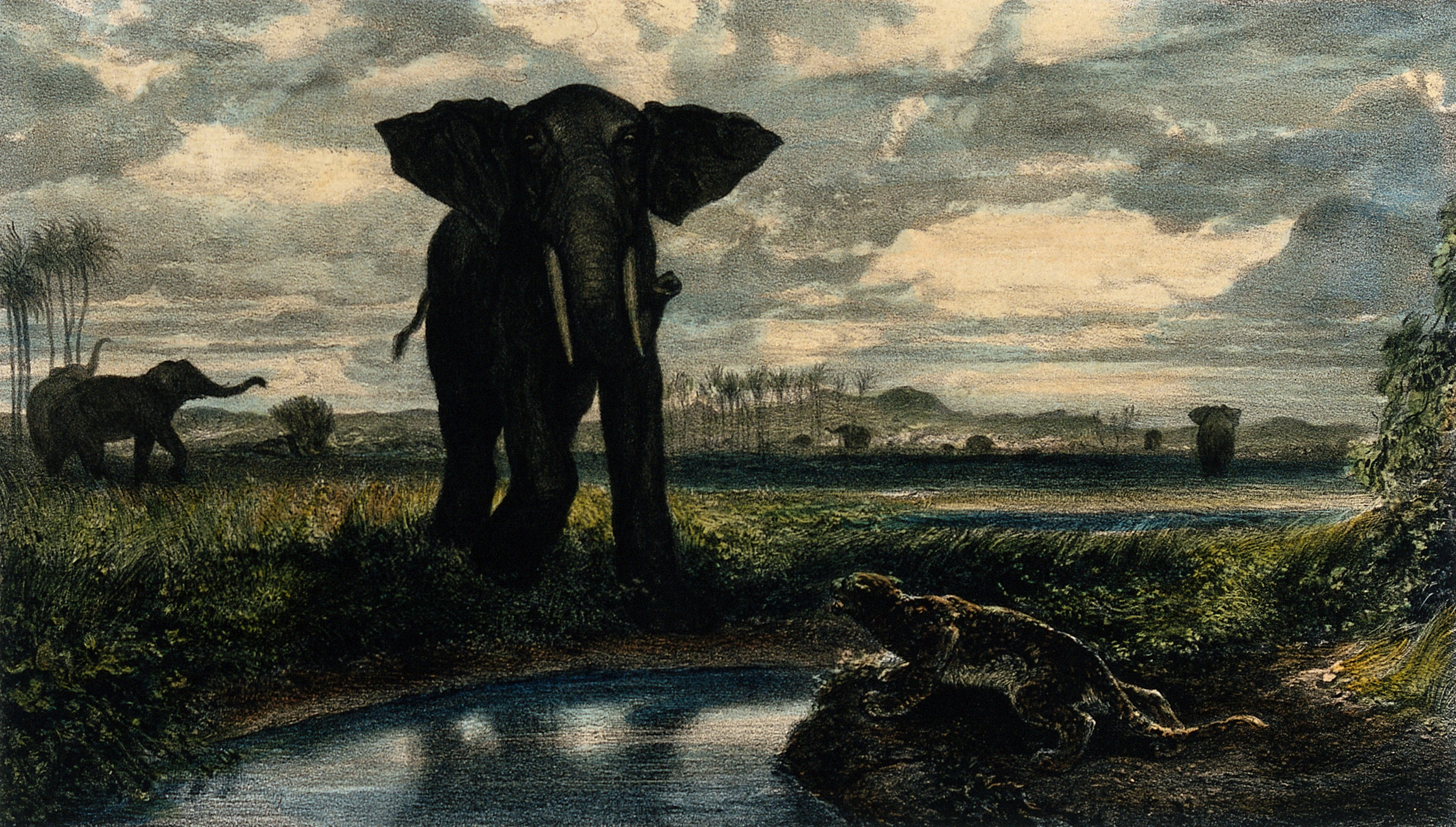
Éléphants et une panthère dans le désert indien, lithographie d’après une œuvre d'Alexandre-Gabriel Decamps.
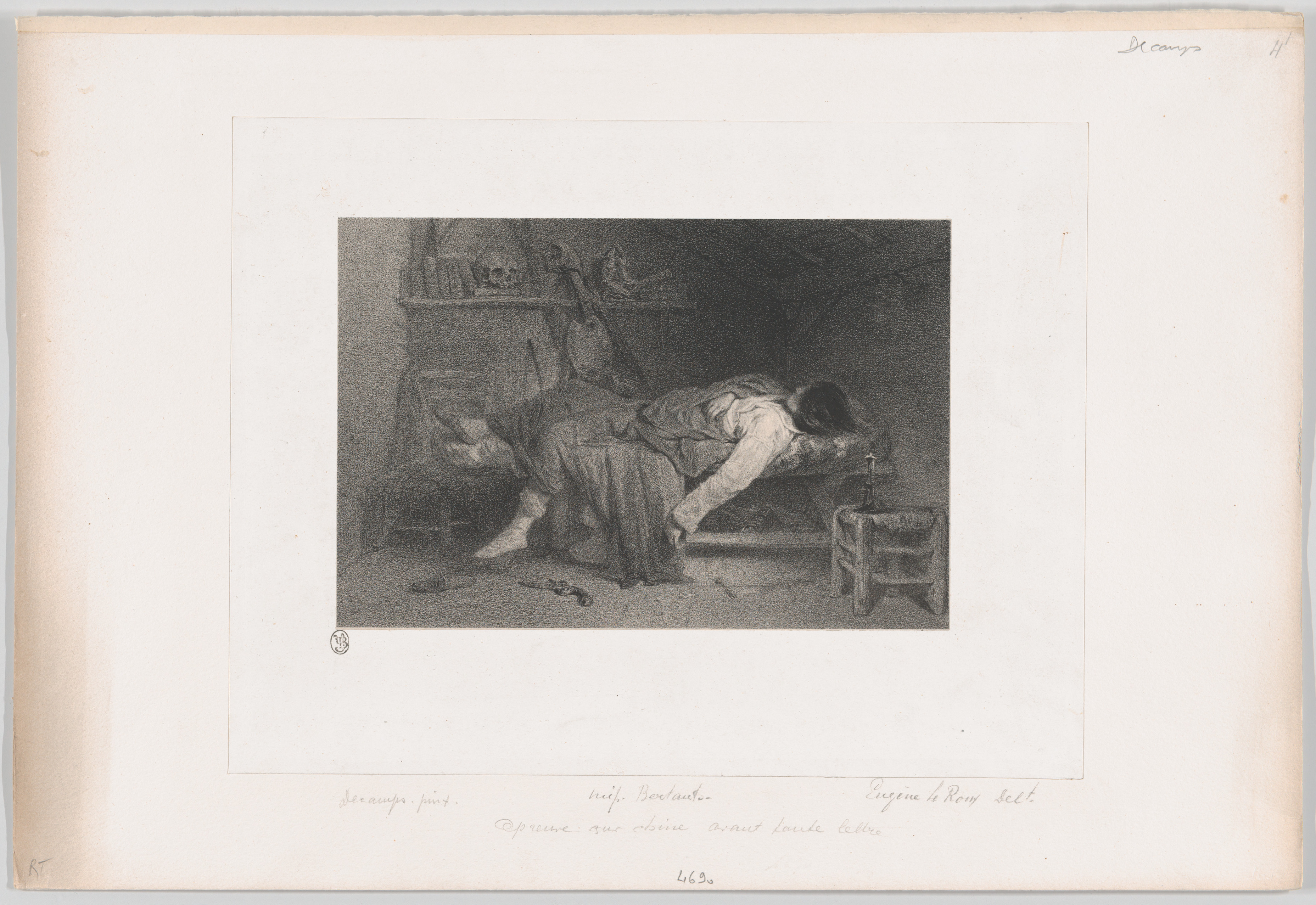
Le Suicide, lithographie d’après Decamps, imprimée par Bertauts.